# Єзьори (Свентокшиське воєводство)
Єзьори (пол. Jeziory) — село в Польщі, у гміні Лонюв Сандомирського повіту Свентокшиського воєводства.
Населення — 121 особа (2011).
У 1975-1998 роках село належало до Тарнобжезького воєводства.

## Демографія
Демографічна структура на день 31 березня 2011 року:
|          | Загалом | Допрацездатний вік | Працездатний вік | Постпрацездатний вік |
| -------- | ------- | ------------------ | ---------------- | -------------------- |
| Чоловіки | 60      | 14                 | 40               | 6                    |
| Жінки    | 61      | 8                  | 36               | 17                   |
| Разом    | 121     | 22                 | 76               | 23                   |